# Vrécourt
Vrécourt là một xã ở tỉnh Vosges, vùng Grand Est, Pháp. Xã này có diện tích 12,46 kilômét vuông dân số năm 1999 là 330 người. Vrécourt nằm ở khu vực có độ cao trung bình 342 m trên mực nước biển.
Người dân địa phương danh xưng tiếng Pháp là Vrécurciens.

## Hành chính
| Danh sách các xã trưởng                |           |              |      |         |
| Giai đoạn                              | Giai đoạn | Tên          | Đảng | Tư cách |
| tháng 3 2008                           | 2014      | René Gaudez  |      |         |
| tháng 3 2001                           | 2008      | Alain Lecler |      |         |
| Tất cả các dữ liệu trước đây không rõ. |           |              |      |         |

## Biến động dân số
| 1793 | 1800 | 1806 | 1821 | 1831 | 1836  | 1841  | 1846  | 1851 |
| ---- | ---- | ---- | ---- | ---- | ----- | ----- | ----- | ---- |
| 847  | 865  | 912  | 857  | 931  | 1 011 | 1 046 | 1 038 | -    |

| 1856 | 1861 | 1866 | 1872 | 1876 | 1881 | 1886 | 1891 | 1896 |
| ---- | ---- | ---- | ---- | ---- | ---- | ---- | ---- | ---- |
| 783  | 772  | 793  | -    | 798  | 740  | 710  | 644  | 640  |

| 1901 | 1906 | 1911 | 1921 | 1926 | 1931 | 1936 | 1946 | 1954 |
| ---- | ---- | ---- | ---- | ---- | ---- | ---- | ---- | ---- |
| 581  | 610  | 591  | 503  | 473  | 454  | 428  | 403  | 396  |

| 1962                                         | 1968 | 1975 | 1982 | 1990 | 1999 | - | - | - |
| -------------------------------------------- | ---- | ---- | ---- | ---- | ---- | - | - | - |
| 399                                          | 398  | 367  | 334  | 334  | 330  | - | - | - |
| Số liệu kể từ 1962 : dân số không tính trùng |      |      |      |      |      |   |   |   |